# Mercurial
Mercurial là một công cụ quản lý phiên bản phân tán, đa nền dành cho người phát triển phần mềm. Nó chủ yếu được cài đặt bằng ngôn ngữ lập trình Python nhưng có phần cài đặt so sánh nhị phân viết trên C. Rust cũng được sử dụng để cải thiện hiệu suất. Nó được hỗ trợ trên Windows và các hệ thống tựa Unix như là FreeBSD, Mac OS X và Linux. Phần chính của Mercurial là một chương trình dòng lệnh nhưng cũng có các phần mở rộng giao diện đồ họa. Toàn bộ hoạt động của Mercurial được gọi bằng các tham số của trình điều khiển hg, một ký hiệu hóa học của nguyên tố thủy ngân (mercury).

## Lịch sử
Mackall công bố Mercurial lần đầu tiên vào ngày 19 tháng 4 năm 2005. Động cơ thúc đẩy việc thông báo là do trước đó, Bitmover của BitKeeper ngưng cung cấp phiên bản miễn phí.